# Schönau im Schwarzwald
Pour les articles homonymes, voir Schönau.

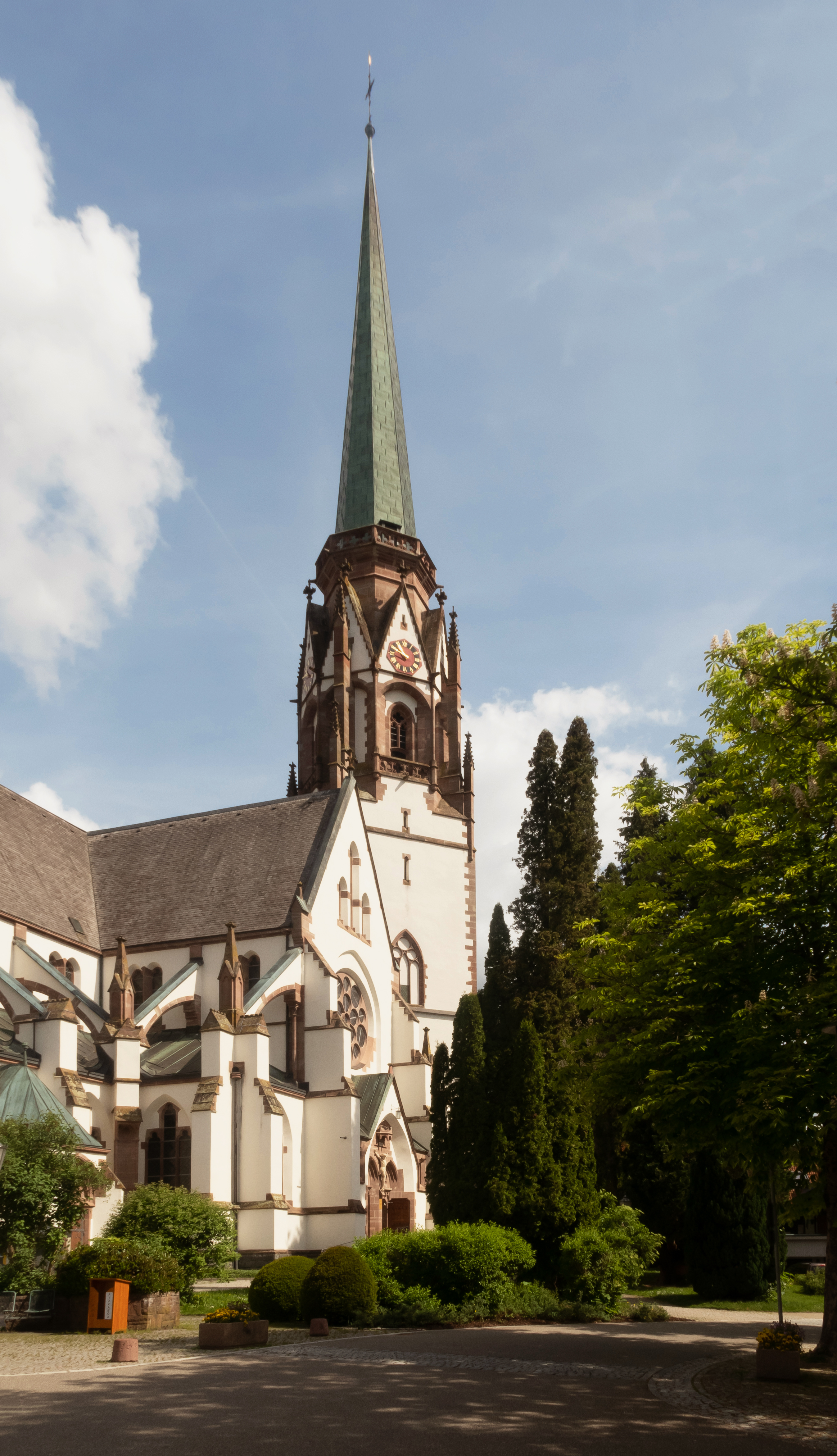
Schönau im Schwarzwald, l'église paroissiale Maria Himmelfahrt.

Schönau im Schwarzwald est une ville allemande en Bade-Wurtemberg, située dans le district de Fribourg-en-Brisgau. Elle se trouve, comme son nom l'indique, dans la Forêt-Noire. Schönau obtint le rang de paroisse en 1158. L'église Notre Dame de l'Ascension fut construite par l'Abbé de St. Blasien mais à sa demande, et à celle de l'évêque de Constance, inaugurée le 15 mars 1164 par le marquant évêque de Bâle Ortlieb von Froburg,.

## Jumelage
- Villersexel (France) depuis 1974

## Personnalités liées à la commune
- Albert Leo Schlageter (1894–1923), un combattant allemand des Freikorps.
- Joachim Löw (* 1960), entraîneur de l'équipe d'Allemagne de football depuis l'été 2006.